# キム・リフ
キム・リフ（金 利厚、1990年5月25日 - ）は、韓国の男優。
大韓民国京畿道利川市（現：広州市）出身。身長175cm（公称）。

## 略歴
韓国で初の聴覚障害者の映画俳優。雑誌モデル。
韓国ろう者放送の手話ニュースアナウンサー、映像読書手話モデルも務める。
2012年12月に芸名を、김도진（キム・ドジン）から、本名の김리후（キム・リフ）に改名。
特に演技が絶賛され、ミッドナイトサン（原題：미드나잇 썬）主演時には、中央大学校卒業映画祭最優秀演技賞を獲得した。

## 出演

### 映画
- 愛は100℃（原題：사랑은 100℃  2010年）監督：キムジョ・グァンス／共演：クァク・チェウォン
- ミッドナイトサン（原題：미드나잇 썬  2013年） 主演。／共演：リュ・ジュンヨル